# Памятник Ленину (Шахты)
Памятник В. И. Ленину в городе Шахты — скульптурный монумент советскому политическому и государственному деятелю В. И. Ленину, установленный на центральной площади города Шахты Ростовской области России.

## История

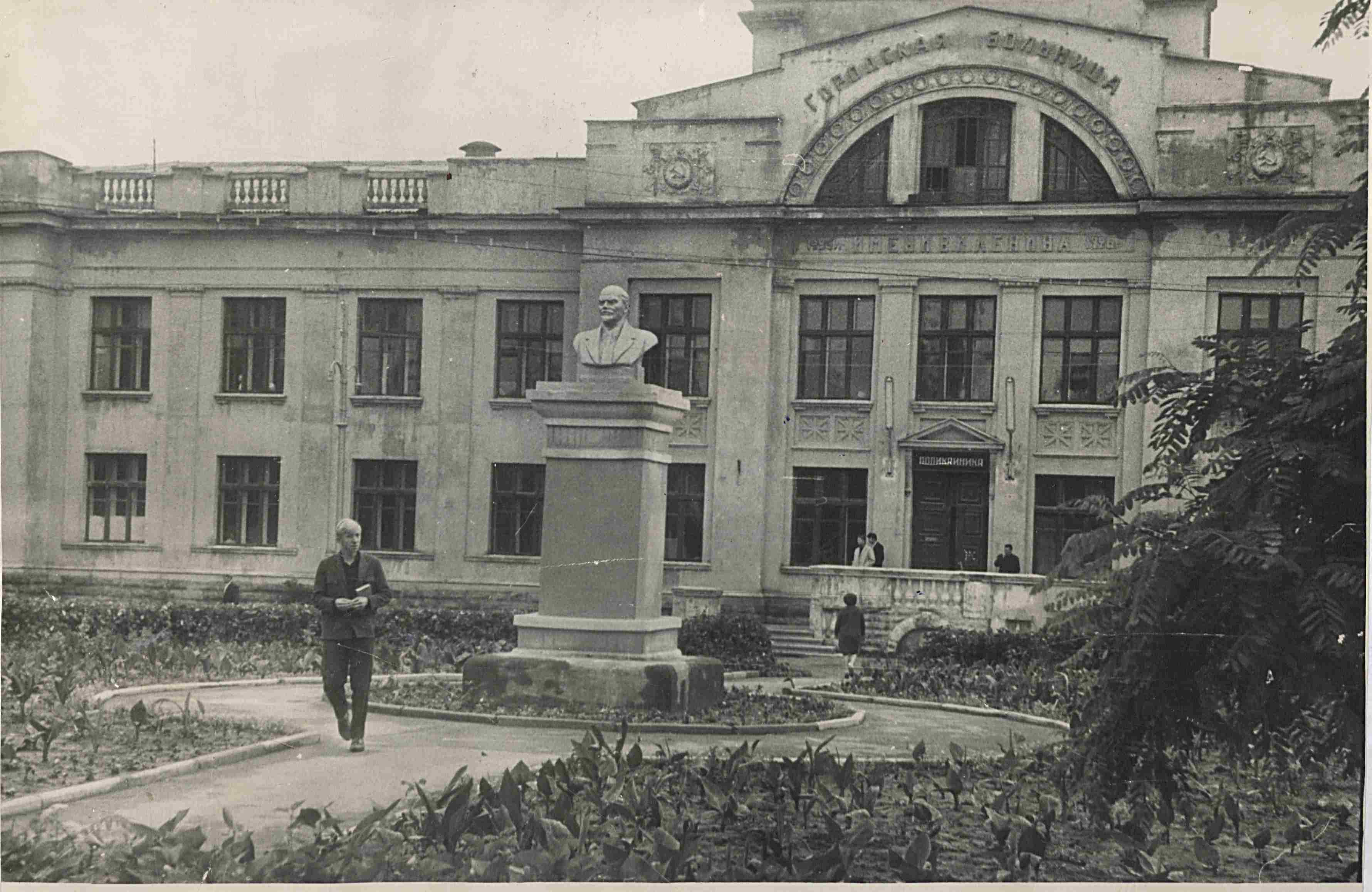
Памятник Ленину у горбольницы им. В. И. Ленина

Первый памятник в городе был сооружён в 1936 году. Авторами памятника были московский архитектор Андреев, скульпторы С. Н. Попов и М. Ф. Листопад. Памятник стоял на постаменте, окружённом полукольцом из тёсаного камня, где были смонтированы каскадные фонтанные устройства. К полукольцу примыкал бетонный бассейн. На гранитном постаменте находилась бронзовая скульптура Ленина. Высота скульптуры составила около 5,5 метров. Ленин на памятнике был обращён в сторону реки Грушевка.
Шахтинский Ленин был изготовлен по тому же образце, что и памятник в Твери. Ещё одна копия этого памятника в 1938 году была установлена в центре Тамбова. Копии скульптуры Ленина изготавливались в железобетоне мастерскими ЦПКиО им. Горького в Москве (высота 2,33 м, плинт 0,8×0,8 м).
В годы Великой Отечественной войны, в 1942 году немцы взорвали скульптуру вождя, при этом архитектурный ансамбль памятника почти не пострадал.
В 1945 году шахтинский горисполком заказывает в Москве проект восстановления разрушенного памятника. Авторами проекта восстановления памятника стали московские скульпторы С. Н. Попов и Г. А. Шульц. В 1945 году они изготовили эскиз скульптуры, который был одобрен архитекторами городов Ростова-на-Дону и Шахт и утверждён Правительством РСФСР.
Обновленный памятник В. И. Ленину был отлит несколькими фрагментами и смонтирован на бывшем пьедестале довоенного памятника на центральной площади города — площади имени Ленина. Его торжественное открытие состоялось в мае 1948 года. Лицом вождь смотрит в сторону кинотеатра «Аврора», расположенном на проспекте Победа Революции. Новый бронзовый памятник вождю изображён с опущенной правой рукой — как бы с утверждающим жестом, в отличие от довоенного, где он был изображён с поднятой правой рукой — как бы призывающим жестом.
Когда в 1957 году город Шахты стал центром Каменской области, на его центральной площади Ленина построили большое здание Дома Советов. Перед Домом Советов провели обустройство площади, при этом памятник Ленину перенесли ближе к улице Советской, а также развернули его лицом на 95 градусов. Архитектурное оформление памятника претерпело изменения, но решение постамента было в основном сохранено.